# Vaccinium scoparium
Vaccinium scoparium är en ljungväxtart som beskrevs av Leiberg. Vaccinium scoparium ingår i Blåbärssläktet, och familjen ljungväxter. Inga underarter finns listade i Catalogue of Life.

## Bildgalleri

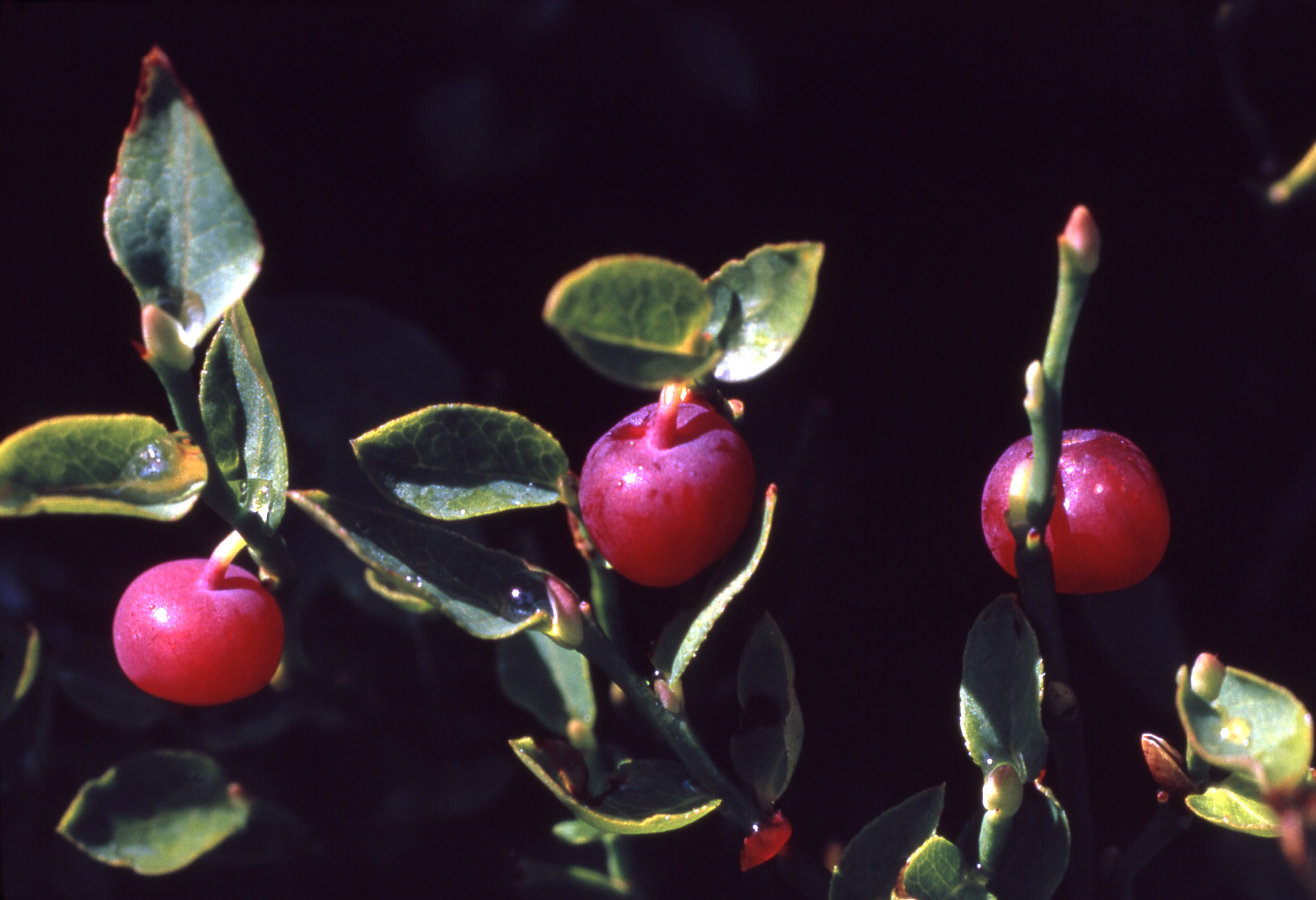
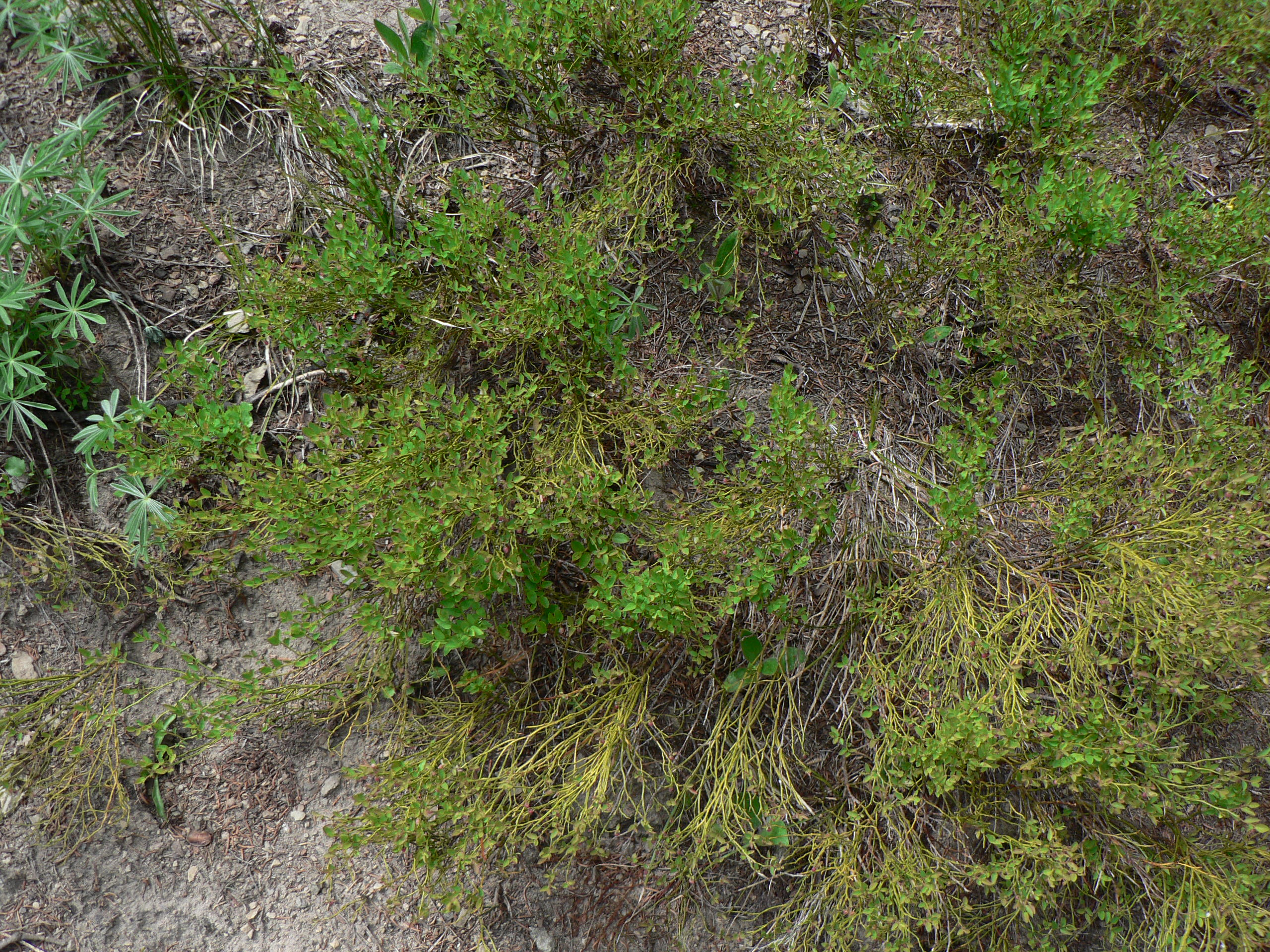
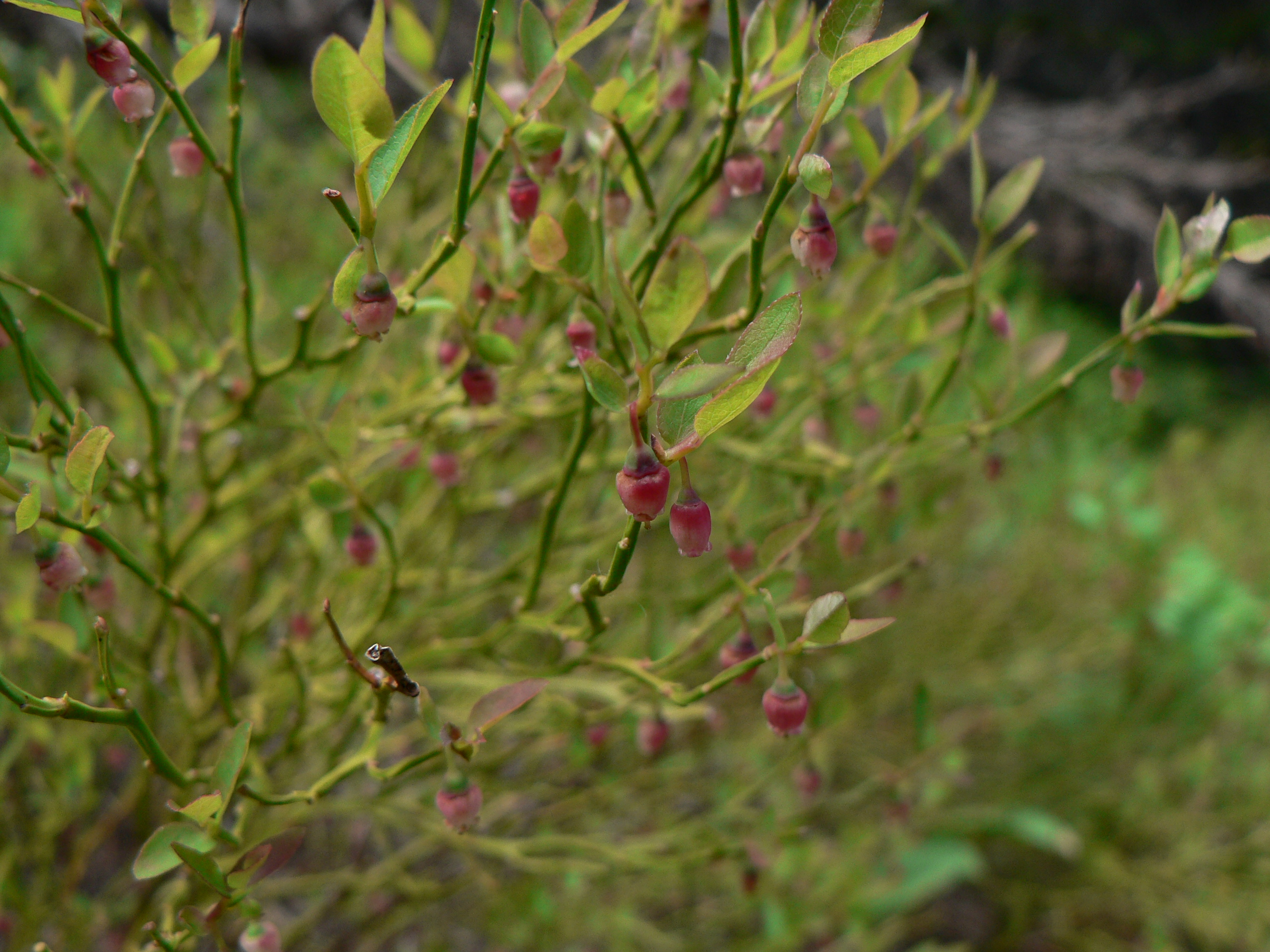
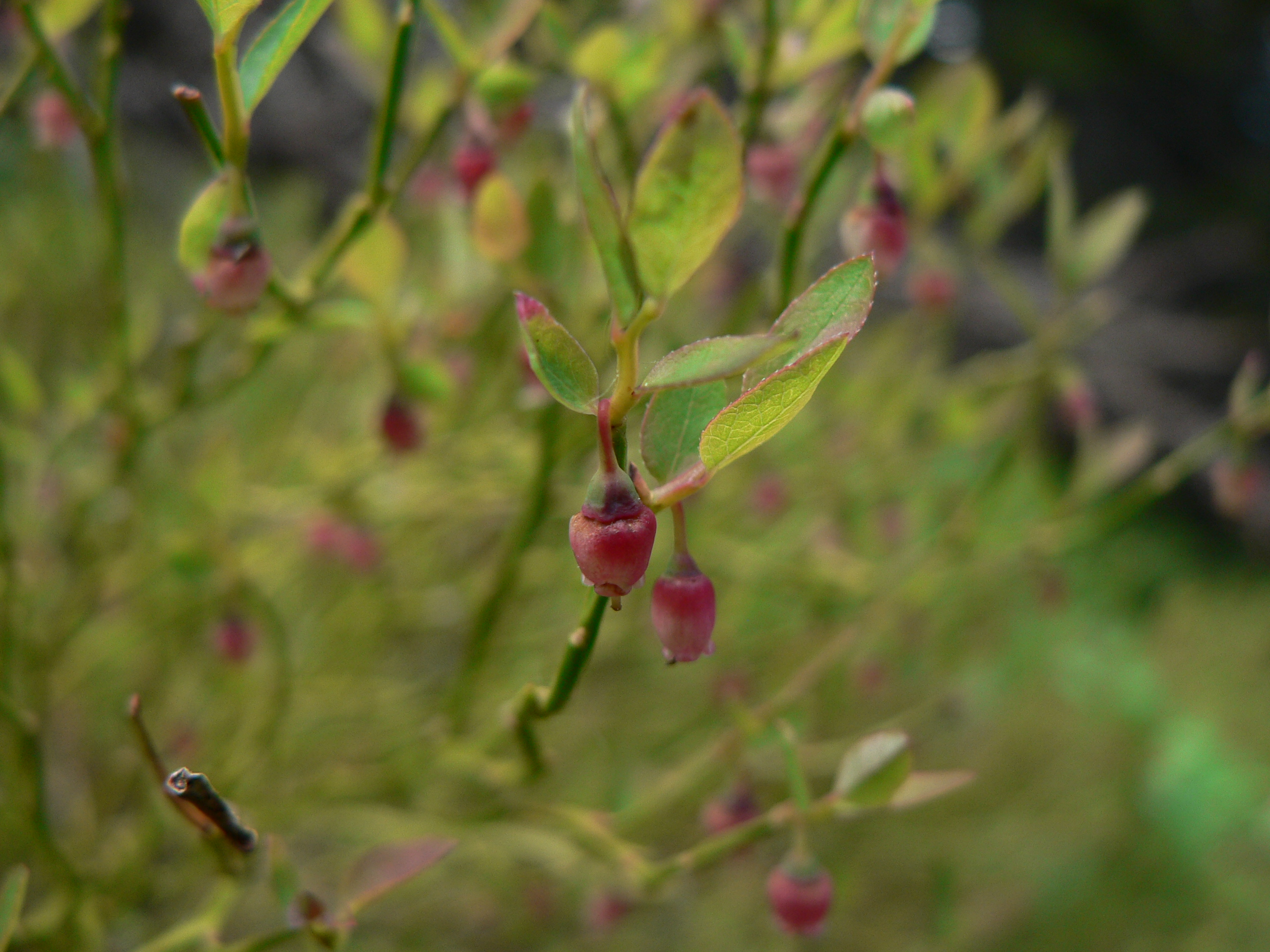
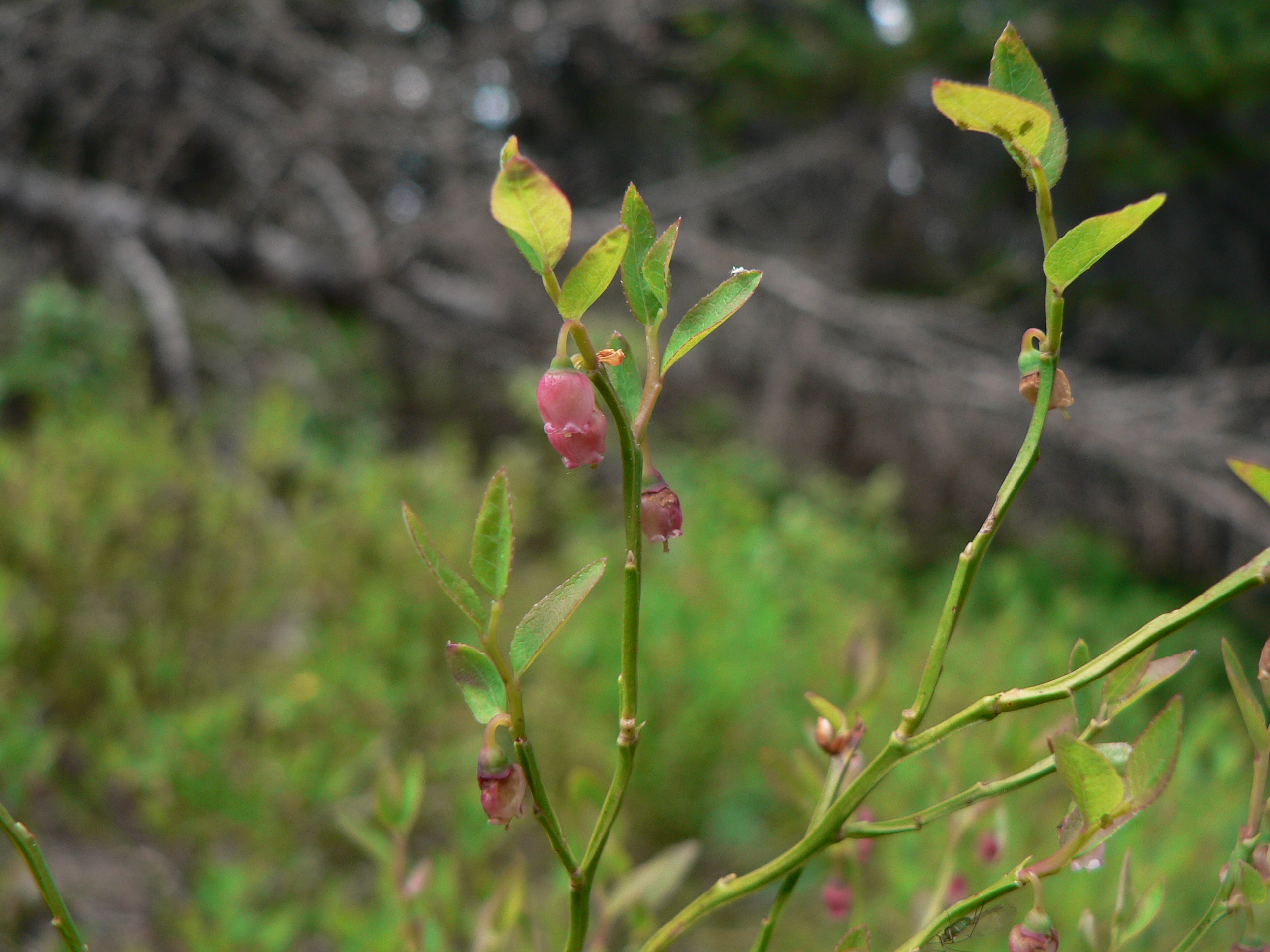
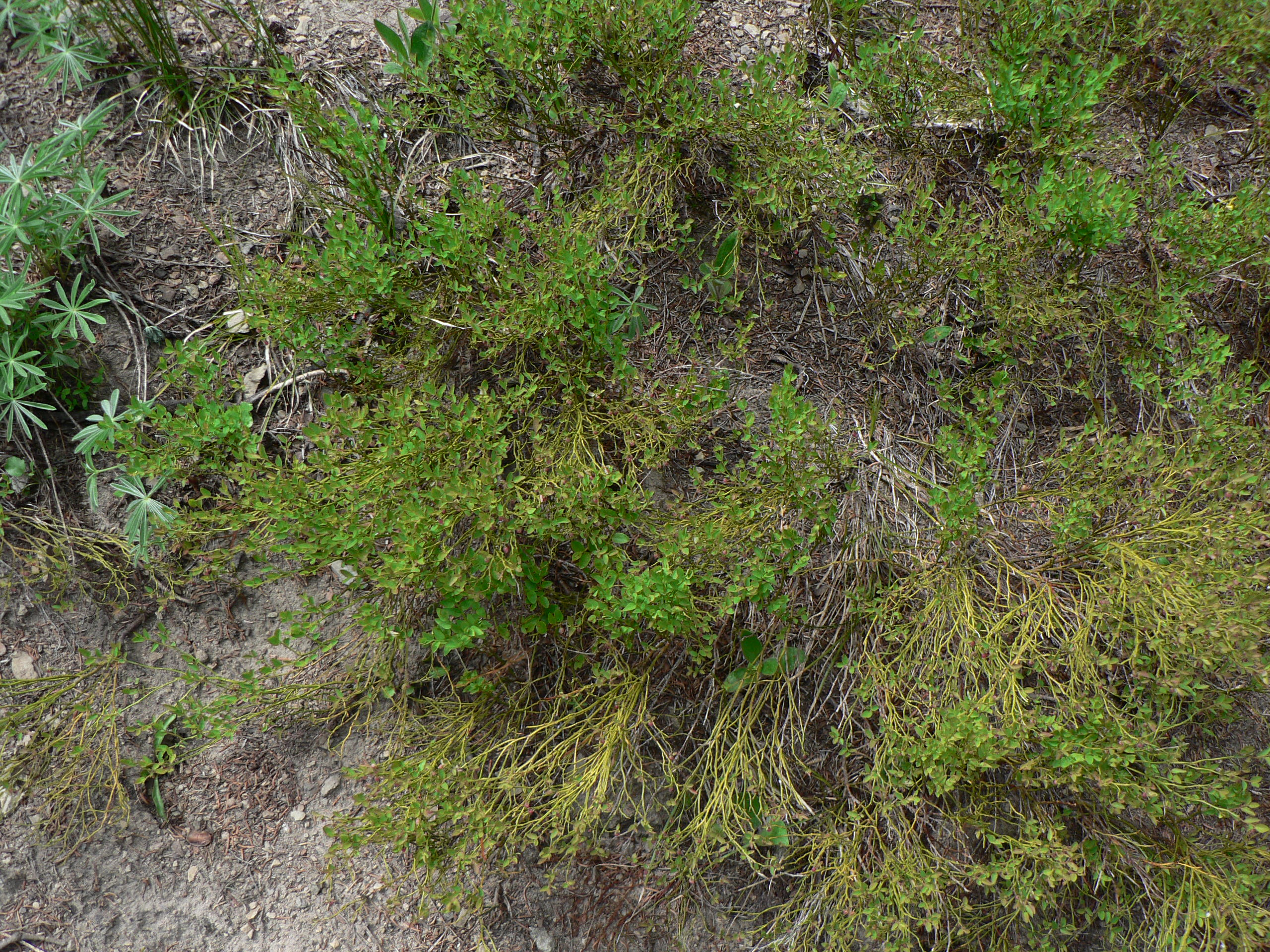